# Martin Donutil
Martin Donutil (* 26. května 1991 Praha) je český herec, mladší syn
herce Miroslava Donutila. Po studiu získal angažmá v brněnském Divadle Husa na provázku. Účinkuje i v televizi, jednu z hlavních postav ztvárnil v historické krimisérii Četníci z Luhačovic.

## Život
Narodil se v Praze 26. května 1991 krátce poté, co se tam z Brna přestěhovali rodiče – herec Miroslav Donutil a Zuzana Donutilová. Má o 12 let staršího bratra Tomáše, jenž podniká v oblasti informačních technologií.
Studoval na pražské konzervatoři, kterou dokončil v roce 2011 absolventským představením Rej. Už v předchozím představení konzervatorního Divadla Na Rejdišti Žádná - celá - nekonečno si ho vyhlédl režisér Vladimír Morávek. Od sezóny 2011/2012 pak nastoupil k angažmá v Morávkově brněnské Huse na provázku, kde si zahrál např. i po boku svého otce v inscenacích Amadeus a Ubu králem: Svoboda!. Jeho první rolí v Huse byl mladý Leoš Janáček ve hře Leoš aneb Tvá nejvěrnější.
Už od svých 19 let, ještě během studia na konzervatoři, začal hostoval v pražském Národním divadle, a to společně s otcem v inscenaci Sluha dvou pánů, kde po Janu Hájkovi převzal roli Silvia. Spolu s inscenací skončil v prosinci 2016.
Byl nominován na Cenu divadelní kritiky Talent roku 2014.
Od mala účinkoval i v televizní tvorbě. Poprvé se objevil v sedmi letech v drobné dětské roli v seriálu Hotel Herbich (1999). Společně se svým otcem Miroslavem Donutilem si zahrál v jednom z dílů cyklu 3 plus 1 s Miroslavem Donutilem. Později účinkoval i ve filmech jako Lidice (2011) nebo Probudím se včera (2012). Jednu z hlavních postav ztvárnil v historické krimisérii Četníci z Luhačovic, po boku svého „četnického kolegy“ Roberta Hájka. S ním hrál už na konzervatoři a potkali se také při natáčení seriálu Josef a Ly pro Českou televizi.
Jeho partnerkou je od roku 2020 česká herečka Sára Affašová. V roce 2022 přišli o syna Matyáše, který se narodil mrtvý. V roce 2023 se vzali.

## Divadelní role
V Divadle Husa na provázku:

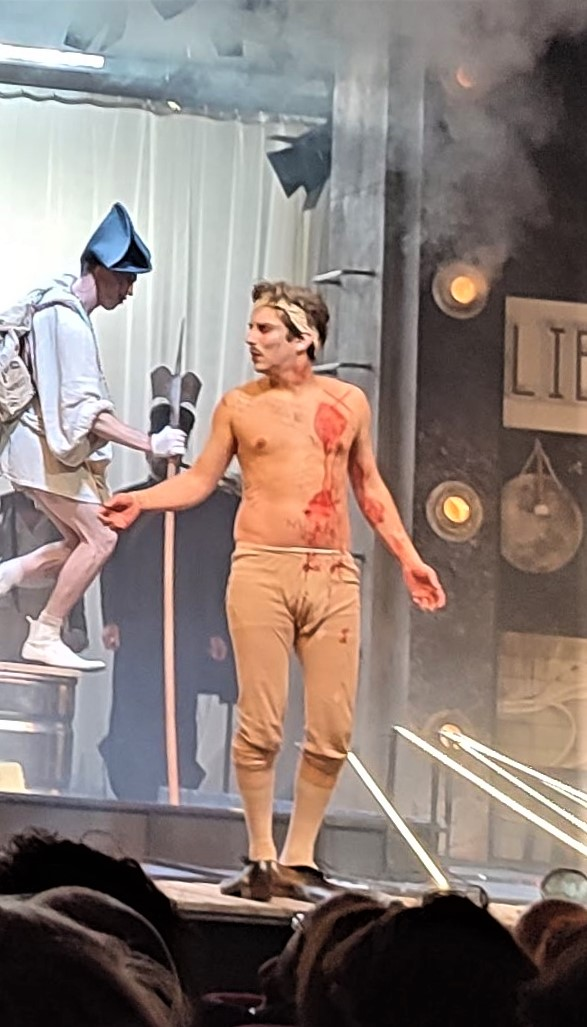
Martin Donutil ve hře Marat/Sade, 2022

- F. M. Dostojevskij: Kníže Myškin je idiot, premiéra 12. 1. 2004, role: Čtenář
- Milan Uhde / Miloš Štědroň: Balada pro banditu, premiéra 17. 11. 2005, role: jeden z koločavských mužů
- William Shakespeare: Hamlet, premiéra 17. 1. 2009, role: Rosencrantz[10]
- Jiří Jelínek: Romeo, Julie a já, premiéra 10. 2. 2012[20]
- T. Mann, J. Mikulášek, B. Gregorová: Doktor Faustus, premiéra 4. 4. 2012
- M. Forman, J. Papoušek, I. Passer: Lásky jedné plavovlásky - plavovlásky jedné lásky, obnovená premiéra 10. 6. 2012, role: Důstojník, Nejlepší tanečník, 1. policista
- A. P. Čechov: Višňový sad, premiéra 16. 11. 2012, role: Jaša[21][22]
- Josef a Karel Čapkovi: Ze života hmyzu - Oh! Jaká podívaná!, premiéra 12. 4. 2013, role: Tulák 2
- Peter Shaffer: Amadeus (tj. Milovaný Bohem) - Hommage à Miloš Forman, premiéra 14. 3. 2014, role: Wolfgang Amadeus Mozart
- Milan Uhde / Miloš Štědroň: Leoš aneb tvá nejvěrnější, obnovená premiéra 29. 4. 2016, role: Mistr jako mladý muž
- Rudolf Sloboda: Uršula, premiéra 26. 2. 2016
- Alfred Jarry: Ubu králem: Svoboda!, premiéra 24. 2. 2017, role: Alfred Jarry
- Stefano Massini: Dynastie, ohlášená premiéra 3. 5. 2017

Hostování v Národním divadle:
- Carlo Goldoni: Sluha dvou pánů, premiéra 22. 9. 1994, derniéra v prosinci 2016, role: Silvio[24]

V Divadle Na Rejdišti Pražské konzervatoře:
- Žádná - celá - nekonečno, premiéra 8. 3. 2011[25]
- Arthur Schnitzler: Rej, premiéra 1. 6. 2011, absolventské představení, role: Voják, Manžel, Hrabě[4]

Od roku 2019 je členem souboru Městských divadel pražských:
- Lev Nikolajevič Tolstoj: Vojna a mír, 2019
- William Shakespeare: Hamlet, 2021
- Peter Weiss: Marat/Sade, 2022; hlavní role Jeana Paula Marata[26]

## Filmografie
Účinkování v televizních seriálech:
- 2008 3 plus 1 s Miroslavem Donutilem – Richard
- 2014 Případy 1. oddělení – Kamil Struha v epizodě Laborant
- 2015 Znamení koně
- 2016 Doktor Martin
- 2017 Četníci z Luhačovic – desátník Zdeněk Cmíral
- 2017 Labyrint – Emil Zachariáš